# Schlagsdorf
Schlagsdorf est une municipalité allemande du land de Mecklembourg-Poméranie-Occidentale et l'arrondissement du Mecklembourg-du-Nord-Ouest. En 2012, elle comptait 1 117 hab.
C'est là que se situe le Palhuus, le siège de la réserve de biosphère du lac Schaal.